# Hlavice
Hlavice (deutsch Hlawitz) ist eine Gemeinde in Tschechien. Sie liegt sechs Kilometer südwestlich von Český Dub und gehört zum Okres Liberec.

## Geographie
Hlavice befindet sich südlich des Jeschkengebirges in der Ralská pahorkatina (Rollberg-Hügelland) zwischen den Tälern der Zábrdka und der Malá Mohelka. Nördlich erhebt sich die Jelínka (Jellinkaberg, 504 m).
Nachbarorte sind Cetenov, Vystrkov und Lesnovek im Norden, Doleček im Nordosten, Malčice im Osten, Nantiškov im Südosten, Vrtky, Přibyslavice, Mohelka und Kozmice im Süden, Vápno im Südwesten sowie Končiny im Nordwesten. Westlich der Gemeinde befinden sich rechts der Zábrdka die Wüstungen der durch den Truppenübungsplatz Ralsko erloschenen Dörfer Kostřice, Proseč, Nový Mlýn, Olšina, Křída und Palohlavy.

## Geschichte
Anhand von Keramikfunden im Pfarrgarten wird davon ausgegangen, dass Hlavice am Übergang vom 11. zum 12. Jahrhundert gegründet wurde. Wie die umliegende Gegend gehörte auch Hlavice wahrscheinlich seit der Mitte des 12. Jahrhunderts zum Besitz des Benediktinerklosters Hradiště. Die erste schriftliche Erwähnung des Dorfes erfolgte im Jahre 1352. Seit 1358 bestand in Hlavice ein hölzernes Pfarrkirchlein mit Pfarrwohnung, dessen Sprengel 15 umliegende Ortschaften umfasste. Das Kirchlein wurde während der Hussitenkriege zerstört.
1705 wurde erstmals eine Schule in Hlavice erwähnt. In der Mitte des 18. Jahrhunderts erfolgte der Bau einer neuen Kirche. Nachdem die Pfarre in Hlavice 1747 als einzige in Nordböhmen von der Rinderpestepidemie verschont geblieben war, wurde die Kirche St. Linhard zum Ziel von Prozessionen zum Schutz vor Viehseuchen. Daraus entwickelte sich eine Wallfahrtstradition. 1794 wurde ein neues hölzernes Schulhaus errichtet.
Nach der Aufhebung der Patrimonialherrschaften bildete Hlavice ab 1850 mit den Ortsteilen Doleček, Habelberg, Fleck, Končiny, Lesnovek, Vápno, Záhatí und Zourov eine Gemeinde im politischen Bezirk Turnov. 1878 bildete Vápno eine eigene Gemeinde. Im selben Jahr wurde ein neues Schulhaus errichtet. Nach dem Zweiten Weltkrieg entstand westlich der Gemeinde der Truppenübungsplatz Ralsko, weshalb alle Dörfer rechtsseitig der Zábrdka geräumt wurden. Mit Beginn des Jahres 1961 erfolgte die Auflösung des Okres Turnov und Hlavice wurde dem Okres Liberec zugeordnet. Zugleich wurde Vápno mit dem Ortsteil Nový Mlýn an Hlavice angeschlossen. Nachdem die Rote Armee 1968 den Truppenübungsplatz besetzt hatte, erfolgte ein weiterer Ausbau. Dadurch wurde auch die im Zábrdkatal gelegene Ansiedlung Nový Mlýn aufgegeben. 1968 wurde ein neues Schulhaus eingeweiht, in dem die erste Stufe der Grundschule unterrichtet wurde. 1980 erfolgte die Eingemeindung nach Všelibice, seit 1990 besteht die Gemeinde wieder. Das alte Schulgebäude wurde bis 2004 für die zweite Stufe der Grundschule genutzt und nach deren Abschaffung aufgegeben.
Die Hauptwallfahrt in Hlavice wird heute jährlich Ende August abgehalten. Die Wallfahrten wurden auch von der Schriftstellerin Karolína Světlá beschrieben.

## Gemeindegliederung
Die Gemeinde Hlavice besteht aus den Ortsteilen Doleček (Doletschek), Hlavice (Hlawitz), Lesnovek (Lesnow, früher Klein Lesnow) und Vápno (Wapno). Grundsiedlungseinheiten sind Hlavice, Končiny (Kontschen), Lesnovek und Vápno. Zu Hlavice gehören außerdem die Fluren der erloschenen Ansiedlung Nový Mlýn (Neumühl).
Das Gemeindegebiet gliedert sich in die Katastralbezirke Hlavice und Vápno.

## Sehenswürdigkeiten
- Wallfahrtskirche des hl. Linhart, der einschiffige spätbarocke Bau entstand in der Mitte des 18. Jahrhunderts und wird von hundertjährigen Linden umgeben. 1807 wurde der Kirchturm fertiggestellt und die nunmehr vollendete Kirche geweiht.
- Pfarrhaus
- barocke Statue des hl. Linhart aus dem Jahre 1740, vor dem Pfarrhaus
- Reste der Burg Křída (Krutzenburg), westlich des Dorfes über dem Tal der Zábrdka
- Kapelle in Vápno